# Bianca és Falliero
A Bianca és Falliero (olaszul Bianca e Falliero, ossia Il consiglio dei tre) Gioachino Rossini kétfelvonásos operája. Szövegkönyvét Felice Romani írta Antoine-Vincent Arnault Les Vénitiens, ou Blanche et Montcassin című színműve alapján. Ősbemutatójára 1819. december 26-án került sor a milánói La Scala operaházban. Bár keletkezésekor sikeres volt, hamarosan elfeledték, és csak 1986-ban mutatták be újra pesarói Rossini Operafesztiválon. Azóta népszerűsége egyre nő.

## Szereplők
| Szereplő                               | Hangfekvés |
| -------------------------------------- | ---------- |
| Bianca, Contareno lánya                | szoprán    |
| Capellio, szenátor                     | basszus    |
| Contareno, szenátor                    | tenor      |
| Costanza, Bianca dajkája               | szoprán    |
| Falliero, velencei generális           | alt        |
| Priuli, velencei dózse                 | basszus    |
| Pisani                                 | tenor      |
| Szenátorok, nemesek, apródok, katonák. |            |

## Keletkezése, fogadtatása
Rossinit szerződése kötelezte arra, hogy az 1819-es farsangi szezon kezdetére, december 26-ra egy új operát szállítson. A librettót Felice Romani írta, és Rossininek kivételesen két hónapja volt a mű megírására. A mű a bemutatót követően sikeres volt, játszották Nápolyban, Palermóban, Vicenzában, Firenzében, Parmában, Bécsben, Lisszabonban, Cádizban, Sevillában, Barcelonában 1825 és 1833 között, majd egy 1846-os cagliari előadást követően feledésbe merült. A pesarói Rossini Operafesztiválon mutatták be újra 1986-ban, azóta több előadást és felvételt ért meg.
A darab elfeledésének  számos oka lehetett. A kritika (amely gyanakvással nézte Rossini működését) nem írt kedvezően a műről. Stendhal is ellentmondásosan írt a darabról: a darab egészét lehúzta, de a második felvonás kvartettjét kiemelte: „ez a darab, különösen a klarinétszólam futama a legszebb sugallatból fakadt, amit zeneszerzőt valaha is megihletett.”

## Cselekmény
Helyszín: Velence
Idő: 18. század

### Első felvonás
Contareno lányát, Biancát feleségül akarja adni Capellióhoz, a rivális velencei család fejéhez, remélve, hogy ezzel véget vet a hosszas viszálynak a két család között. Bianca ellenben Fallierót szereti, akiről az a hír járja, hogy elesett a csatában. Amikor azonban Falliero visszatér, a lány fellázad apja akarata ellen és nem írja alá a házassági szerződést Capellióval.

### Második felvonás
Falliero menekülni kényszerül Bianca apjának haragja elől. A lakodalmon Bianca ismét megtagadja a házasságot Capellióval. Közben hír érkezik, miszerint Fallierót elfogták és hazaárulás vádjával el fogják ítélni, mivel feltételezhetően kapcsolata volt az ellenséges spanyolokkal. Szerencsétlenségére három bírája nem más mint Contareno, Capellio és Loredano. Noha Falliero megtagadja a védekezési jogot, Bianca kiáll érte és megvédi tetteit. Bianca szenvedélyes védőbeszéde meggyőzi apját és Capelliót is, így azok beleegyeznek házasságába a fiatal hadvezérrel.

## Híres áriák
- Della rosa il bel vermiglio – Bianca áriája (első felvonás)
- Cielo, il mio labbro ispira – kvartett (második felvonás)

## Felvételei
- CD-n megjelent az opera 1986-os újrafelfedezése a pesarói Rossini Operafesztiválon. Marilyn Horne, Katia Ricciarelli, Chris Merritt, Giorgio Surjan énekel, Pier Luigi Pizzi rendezésében Donato Renzetti vezényel.
- Az Opera Rara sorozatban kiadott felvételen David Parry vezényli a Londoni Filharmonikus Zenekart, Fallierot Jennifer Larmore, Biancát Majella Cullagh énekli.
- DVD-n Maria Bayo (Bianca), Daniela Barcellona (Falliero), Francesco Meli (Contareno) és Carlo Lepore (Capellio) játssza a főbb szerepeket, és Renato Palumbo vezényli az Orqestra Sinfónica de Galiciát. A lemez a pesarói Rossini Operafesztivál 2005-ös élő előadását rögzíti.